# Polymerus punctipes
Polymerus punctipes är en insektsart som beskrevs av Knight 1923. Polymerus punctipes ingår i släktet Polymerus och familjen ängsskinnbaggar. Inga underarter finns listade i Catalogue of Life.